# Éric Fottorino
Pour les articles homonymes, voir Fottorino.
Éric Fottorino, né le 26 août 1960 à Nice, est un journaliste et écrivain français. Après vingt-cinq années passées au quotidien Le Monde, qu’il dirige de 2007 à février 2011, il a cofondé l'hebdomadaire Le 1 en avril 2014 ainsi que les trimestriels America (2017), Zadig (2019) et Légende (2020). Il est l'auteur de seize romans, la plupart parus chez Gallimard, et lauréats de prix littéraires importants tels le prix Femina, le prix des Libraires, le grand prix des lectrices de Elle ou le grand prix du Roman France-Televisions. 
Eric Fottorino a par ailleurs présidé le Centre culturel François Mauriac de Malagar (Gironde) entre 2011 et 2016                      .

## Biographie

### Jeunesse
Eric Fottorino est le fils d’un juif marocain natif de Fès, et a été adopté par un pied-noir de Tunisie, Michel Fottorino (auquel il consacrera un ouvrage en 2009, L’Homme qui m’aimait tout bas).
Éric Fottorino fait ses études à la faculté de droit de l'université de La Rochelle et de l'université Paris-Nanterre, puis à l'Institut d'études politiques de Paris (Sciences Po Paris) (promotion 1983).

### Carrière journalistique

#### Débuts dans le journalisme
Il commence sa vie professionnelle en 1982 comme pigiste à Libération avant de rejoindre en 1984 l’équipe fondatrice de La Tribune de l'économie où il explore l’univers des matières premières. Une spécialité alors peu traitée dans la presse française[style à revoir], qu’il développera dans de nombreux journaux économiques (La Vie française) comme dans les colonnes de La Croix, s’attachant à mettre en lumière leur dimension humaine, sociale, géopolitique et mythique[style à revoir]. Ce thème lui inspirera son premier essai, Le Festin de la Terre, paru en 1988.
Entre 1992 et 1995, Éric Fottorino est enseignant à Sciences Po Paris.

#### Journaliste auMonde
Entre-temps, il a rejoint le quotidien Le Monde (1986), d'abord pour suivre les dossiers des matières premières et de la bourse, puis de l'agriculture et de l'Afrique. Chargé des questions de développement, il multiplie les reportages en Afrique, de l’Éthiopie frappée par la famine jusqu’à la fin de l’apartheid en Afrique du Sud. Il voyage aussi dans les pays de l’Est après la chute du Mur de Berlin (Russie, Pologne, Hongrie) et sera l’envoyé spécial du Monde dans plusieurs pays d’Amérique latine, Panama, Mexique, Colombie essentiellement.
Nommé grand reporter (1995-1997), il effectue des enquêtes scientifiques sur la mémoire de l’eau et l’affaire Benveniste ainsi que sur le fonctionnement du cerveau humain.
Il réalise de nombreux portraits, de Mitterrand à Tabarly en passant par Mobutu, Jane Birkin ou Roland Dumas. Au total quelque 2 000 textes parus dans Le Monde, dont une sélection a été publiée en quatre volumes sous le titre Carte de presse (« En Afrique » ; « Partout sauf en Afrique », « Mes monstres sacrés », « J’ai vu les derniers paysans ». Denoël).
Il est nommé rédacteur en chef en 1998, puis chroniqueur de dernière page en 2003. Chargé de concevoir et de lancer une nouvelle formule du quotidien en 2005, il est nommé directeur de la rédaction en mars 2006. Après l'éviction de Jean-Marie Colombani à la suite du vote négatif de la Société des rédacteurs du Monde, il est élu directeur du Monde en juin 2007, devenant le 7e directeur du quotidien depuis 1944.
Le 19 décembre 2007, il démissionne de son poste en compagnie des deux autres membres du directoire du groupe La Vie-Le Monde, Pierre Jeantet et Bruno Patino, en raison de désaccords d'ordre financier avec la Société des rédacteurs du Monde (SRM). Dans une déclaration à France Inter, il accuse celle-ci de « jouer les pompiers-pyromanes » en remettant en cause la stratégie du groupe. Le 4 janvier 2008, alors que Pierre Jeantet et Bruno Patino confirment leur démission, Éric Fottorino décide finalement de ne pas aller au bout. Le 5 janvier 2008, dans l'éditorial du journal, il explique qu'il revient sur sa démission pour ne pas ajouter la crise à la crise et se porte candidat au poste de président du directoire du groupe La Vie-Le Monde avec le soutien de la SRM, d'abord pour un mandat de six ans. Fort de ce soutien, il décide finalement de postuler à un mandat complet, afin d'éviter qu'Alain Minc, président du conseil de surveillance poussé lui aussi vers la sortie, ne nomme un administrateur provisoire.
Après un premier refus provisoire de sa candidature le 14 janvier, il est finalement élu à l’unanimité à la présidence du directoire le 25 janvier 2008, succédant ainsi à Pierre Jeantet. Il dresse un bilan critique de la direction du Monde sous Jean-Marie Colombani et Edwy Plenel. Ce premier lui répond en lui reprochant d'avoir précipité en trois ans et demi « la faillite » du journal.
En mai 2009, Éric Fottorino reproche sa « vantardise et sa frénésie » à Nicolas Sarkozy dans un éditorial qui provoque une crise avec les actionnaires. Le milliardaire Vincent Bolloré, ami du chef de l’État, annonce qu’il cesse de faire imprimer son quotidien gratuit Direct Matin sur les rotatives du Monde. Le Journal du dimanche, qui appartient au milliardaire Arnaud Lagardère, autre ami de Nicolas Sarkozy, fait savoir qu’il change d’imprimerie. Enfin, Les Échos, propriété du milliardaire Bernard Arnault, lui aussi ami personnel du président, dénonce le contrat souscrit avec l’imprimerie dont Le Monde est propriétaire. Pour Éric Fottorino, « le pouvoir tentait de nous asphyxier par la voie industrielle ».
Bien qu'ayant fait partie des supporters de l'offre de rachat Bergé-Niel-Pigasse du groupe Le Monde, il est révoqué, le 15 décembre 2010, par le conseil de surveillance du Monde et doit céder son fauteuil de président du directoire à Louis Dreyfus, un proche collaborateur de Matthieu Pigasse. Entretemps, il rédige un éditorial qui est « une sévère critique des choix économiques et éditoriaux du Monde depuis la fin des années soixante-dix. » Jean-Marie Colombani et quelque 75 autres journalistes du Monde  signent alors une lettre de protestation contre cet éditorial.
Peu après son départ du Monde, Éric Fottorino déclare que « Le Monde a rejoint la cohorte de ces titres renommés dont le sort est désormais lié au capital et au bon vouloir des capitaines d’industrie ou de finance ». Éric Fottorino a publié en 2012 le récit de ses 25 ans passés au quotidien du soir dans Mon Tour du Monde (Gallimard). Journaliste au Nouvel observateur, Benyahia-Kouider remarque : « Comme dans toutes les farces, il y a des dindons. Des naïfs qui ont cru, tels Louis Schweitzer et Éric Fottorino, que leur allégeance serait payée de retour. Les nouveaux maîtres du Monde n’ont même pas attendu un délai de décence pour les congédier comme des laquais ».

#### Créateur de journaux
Le 9 avril 2014, paraît le premier numéro de l’hebdomadaire Le 1, cofondé par Éric Fottorino, Laurent Greilsamer, Natalie Thiriez et Henry Hermand. Une publication innovante dans la forme — une unique feuille pliée — comme sur le fond : Le 1 ne traite qu'un seul grand thème d'actualité à travers les regards d'écrivains, de chercheurs, d’experts et d’artistes. Il ne laisse aucune place à la publicité et se veut exclusivement « un journal de lecteurs ». En novembre 2015, Le 1 a cédé une licence de son concept au quotidien italien La Stampa.
En mars 2017, il lance avec François Busnel le magazine trimestriel America, qui se donne pour objectif de donner plusieurs regards sur les États-Unis durant la présidence de Donald Trump.
Il participe ponctuellement en tant qu'invité à l'émission quotidienne C dans l'air, sur la chaîne publique France 5.
Depuis janvier 2019, il présente chaque mercredi à 22h30 l'émission Ouvrez le 1 aux côtés d'Émilie Tran Nguyen. Diffusée sur France Info, l'émission est élaborée en partenariat avec l'hebdomadaire Le 1, dont Éric Fottorino est le cofondateur.

##### Zadig
En mars 2019, Éric Fottorino lance la revue Zadig, un trimestriel de près de 200 pages consacré à la France d'aujourd'hui, qui rassemble des journalistes, des historiens et des romanciers,. En synthèse, Le Figaro précise pour la décrire que « chaque numéro évoque un aspect de la France vu par des journalistes, des écrivains et des intellectuels ». La revue est inspirée des expériences réussies de America et du 1.

##### Légende
En juin 2020, Légende voit le jour avec Éric Fottorino en tant que fondateur et directeur de la publication. La revue indépendante propose des magazines en grand format.
On retrouve l'esprit du magazine sportif américain Victory Journal, duquel il s'inspire, toujours dans cette envie d'essayer de renouer avec l'âge d'or de la presse écrite et des grands récits.

### Carrière d'écrivain
Éric Fottorino est également connu comme romancier. Depuis la parution de son premier roman Rochelle, en 1991, Éric Fottorino a publié quinze romans. Il a reçu plusieurs prix pour son œuvre, notamment le prix Europe 1 et le prix Culture et Bibliothèques pour tous pour Un territoire fragile (2000), le prix François-Mauriac de l'Académie française (prix annuel de littérature créé en 1994) pour Caresse de rouge (2004), le Prix Femina pour Baisers de cinéma (2007) et le prix des lectrices de Elle 2010 pour L'Homme qui m'aimait tout bas.
Ses grands reportages lui ont inspiré des textes de fiction comme Cœur d’Afrique (Stock, prix Amerigo-Vespucci) ou Nordeste (Stock). Ou encore Mohican (Gallimard), roman qui raconte trois générations de paysans du Jura en butte à la modernité, couronné par plusieurs prix dont le prix Marcel-Aymé, le prix Lamartine des Départements de France, le prix Terre de France et le prix Léon-de-Rosen de l’Académie Française. Mais l’essentiel de son œuvre place la quête des racines et de l’identité au cœur de personnages fragiles cherchant à se construire un destin.
Depuis la parution de Rochelle en 1991 jusqu’à Dix-sept ans en 2018, Éric Fottorino écrit son roman familial marqué par l’absence et le silence des origines. Son roman Mon enfant, ma sœur (2023, Gallimard), clôt cette longue quête par la recherche d’une sœur abandonnée à sa naissance, sous la forme d’un long poème en prose. Cette fresque poétique éclaire et découvre les douleurs d’une mère âgée de vingt ans qui a dû abandonner de force son enfant nouveau-né en janvier 1963 dans une institution religieuse à Bordeaux, trois ans après la naissance de l’auteur. Une pratique connue en Espagne, en Irlande et en Belgique, mais avérée aussi en France : « j’ai eu une petite fille/ on me l’a prise » fait dire l’auteur à sa mère. Dans ce livre de réparation, Éric Fottorino fait de cette absente son absente, plaçant ses mots au plus près de la plaie restée ouverte chez sa mère.
Avec Korsakov (Gallimard 2004), ample roman sélectionné pour le prix Goncourt, il choisit comme ressort romanesque le syndrome de Korsakoff, qui provoque une perte de mémoire irrémédiable, pour plonger dans son enfance bordelaise et ses fantômes. Loin de lutter contre sa maladie, le héros s’en fait le complice pour oublier les traumatismes de ses jeunes années. Il se réinvente en cavalier solaire du Chott-El-Jerid, dans le sud tunisien, où il prend les traits imaginaires de son grand-père adoptif Fosco. Ce roman fleuve a reçu le prix du roman France-Télévisions 2004 et le prix des libraires 2005, ainsi que le prix Nice-Baie-des-Anges. Il a inspiré plusieurs études sur la manière dont le temps peut modifier et révéler une identité.
Pièce majeure du récit familial, L’Homme qui m’aimait tout bas (Gallimard 2009). Inspiré par le suicide de son père adoptif Michel Fottorino, ce livre sombre et solaire à la fois est inscrit au programme des élèves de 3e sur l’autobiographie (https://www.schoolmouv.fr/cours/le-rapport-au-pere-extrait-de-l-homme-qui-m-aimait-tout-bas-d-eric-fottorino/fiche-de-cours). Il montre comment l’absence des liens du sang n’interdit pas la naissance de liens filiaux puissants. Ce livre, qui figurait dans la liste du prix Goncourt, a reçu le Grand prix des lectrices de Elle.
Questions à mon père (Gallimard 2010) complète ce diptyque des pères, l’auteur interrogeant son père naturel peu avant sa disparition. Dans ce texte de questionnement, Éric Fottorino demande à son père marocain ce que signifie pour lui être juif. « Être juif, répond-il, c’est avoir peur ». L’auteur qui a retrouvé tardivement ce père écrit : « Comme on peut aimer deux enfants, on peut aimer deux pères à la fois. » Le père n’a pas reconnu le fils, c’est le fils qui a reconnu le père, offrant à chacun d’eux comme une renaissance.
Avec Dix-sept ans (Gallimard 2018), Éric Fottorino aborde frontalement la figure de sa mère qui n’était jusqu’alors dans son œuvre qu’un profil perdu. Cette jeune femme devenue fille-mère à l’âge de dix-sept ans est source d’admiration et d’incompréhension pour l’enfant, d’inquiétude aussi quand elle le laisse seul ou semble disparaître. Ce texte a valu à Éric Fottorino une troisième sélection pour le prix Goncourt. La figure maternelle était déjà apparue dans une fiction, Baisers de cinéma (Gallimard 2007), qui vaut à Éric Fottorino d’être couronné par le prix Femina. Dans ce texte modianesque, le narrateur, fils d’un photographe de plateau de la Nouvelle Vague, cherche dans les films de cette époque la figure de sa mère. Son père, à  sa mort, lui a laissé les photos de dizaines d’héroïnes, sans lui révéler laquelle pourrait être sa mère.
À travers ces récits et romans dont il souligne qu’ils sont « traduits du silence », Éric Fottorino tente depuis plus de trente ans de s’inventer une famille.
Paru en 2016 (Gallimard) son roman Chevrotine est un huis-clos étouffant au sein d’un couple (Gallimard, 2016). Dans le magazine Elle, Olivia de Lamberterie qualifie ce livre de « concentré de Fottorino. Il n’y a ici ni morale, ni bon ni méchante. Seulement des damnés dont la destinée tragique écorche le cœur ». Ce roman a été adapté par Lætitia Masson dans un film pour Arte avec Élodie Bouchez, diffusé en février 2022. Sa nouvelle La Pêche du jour, dialogue entre un pêcheur de Lesbos et son client, fable sombre sur le drame des migrants en Méditerranée (parue chez Philippe Rey en 2021), a été lue et interprétée par les comédiens Jacques Weber et Lola Blanchard au Théâtre du Rond-Point puis à l’opéra de Nancy, et à Avignon à la Maison Jean Vilar par Jacques Weber et Emmanuel Noblet.
Dans ses romans dont l’inspiration n’est pas puisée dans sa propre histoire, Éric Fottorino garde toutefois une fibre intime marquée par les relations père fils, comme dans Mohican (Gallimard 2021), roman primé par l’Académie Française (prix Léon de Rosen), lauréat aussi du prix Marcel Aymé, du prix Lamartine, du prix Terre de France et du prix des lecteurs de Ouest-France. L’œuvre d’Eric Fottorino s’attache aussi au sort réservé aux enfants, dans Cœur d’Afrique (Stock 1997), ou Nordeste (Stock 1999), le premier évoquant une famine dans un pays imaginaire d’Afrique, le Bangara, l’autre campant le personnage d’un marchand d’enfants au Brésil.

### Cyclisme
Passionné de cyclisme, sport qu’il pratiqua en amateur entre 1975 et 1980, Fottorino a participé comme coureur au Grand Prix du Midi libre 2001, une épreuve cycliste de moyenne montagne (alors organisée par le groupe Le Monde), expérience qu'il relate dans ses livres Je pars demain (Prix Louis Nucéra) et Petit éloge de la bicyclette.
Fottorino a publié plusieurs ouvrages consacrés à la Petite reine, comme La France vue du Tour (Prix Antoine-Blondin, avec Jacques Augendre) et Petit éloge du Tour de France (Folio).
En 2013, pour le 100e Tour de France, Fottorino constitue l'équipe tour de Fête, effectuant toutes les étapes de la grande boucle un jour avant les professionnels.
En 2015 et 2016, il rejoint durant l'été les commentateurs du Tour de France sur France 2, succédant à Jean-Paul Ollivier, parti à la retraite. Il est aux côtés de Thierry Adam et Laurent Jalabert pour mettre en perspective historique les exploits des coureurs et valoriser le patrimoine touristique et naturel des régions parcourues par le Tour de France. Il intervient aussi dans l'émission Vélo Club de Gérard Holtz après l'étape du jour. Éric Fottorino, qui a préféré se consacrer à d'autres activités, est remplacé depuis 2017 par Franck Ferrand,.

## Vie privée
Il a quatre filles, dont une est écrivaine : Elsa Fottorino. Sa fille aînée Alessandra Fottorino, spécialiste du vin, a publié l’ouvrage In Vino Femina. Sa plus jeune fille, Zoé Fottorino, est chanteuse et a sorti un premier album en 2023.

## Distinctions
En 2001, il reçoit le prix de la carrière décerné par l'association des écrivains sportifs, pour son récit Je pars demain (Stock) consacré à sa préparation physique et morale au grand prix cycliste du Midi-Libre[source insuffisante].
En 2013, il reçoit le prix du livre européen et méditerranéen pour son récit personnel[source secondaire souhaitée] Le Marcheur de Fès (Calmann-Lévy) consacré à son père marocain Maurice Maman. En 2019, il est récompensé du prix de la Mémoire longue[source secondaire souhaitée] dans le cadre du Printemps proustien en Eure-et-Loir pour son roman  Dix-sept Ans qui explore la figure maternelle à travers le regard et la personnalité de sa mère fictive Lina

## Publications
- 1988 : Le Festin de la terre[57],[58]
- 1989 : La France en friche
- 1991 : Rochelle
- 1992 : Besoin d'Afrique
- 1993 : L'Homme de terre
- 1994 : Les Éphémères
- 1996 : Aventures industrielles
- 1998 : Cœur d'Afrique (prix Amerigo-Vespucci[1])
- 1999 : Nordeste
- 2000 : Un territoire fragile (prix Europe 1 et le prix Culture et Bibliothèques pour tous)
- 2001 : Je pars demain
- 2003 : C'est mon tour
- 2004 : Caresse de rouge (prix François-Mauriac de l'Académie française)
- 2004 : Korsakov (prix des libraires, prix France Télévisions[1] et prix Nice-Baie-des-Anges)
- 2005 : Le Tiers sauvage
- 2005 : Lire tue, avec Nicolas Vial
- 2007 : Baisers de cinéma (prix Femina[1])
- 2007 : Petit Éloge de la bicyclette
- 2009 : L’Homme qui m'aimait tout bas
- 2010 : Questions à mon père
- 2010 : Paris Plages : De 1900 à aujourd'hui
- 2011 : Femmes éternelles, avec Olivier Martel
- 2011 : Le Dos crawlé
- 2012 : Mon tour du « Monde »
- 2012 : Berbères
- 2013 : Le Marcheur de Fès
- 2013 : Suite à un accident grave de voyageur (prix des Mouettes 2013)
- 2013 : Petit éloge du Tour de France
- 2014 : Chevrotine
- 2014 : En Afrique
- 2014 : Partout sauf en Afrique
- 2014 : Fils de Berbères (édition revue et augmentée de Berbères, 2012)
- 2015 : Qui est Daech ? Comprendre le nouveau terrorisme, sous la direction de Éric Fottorino, avec Edgar Morin, Tahar Ben Jelloun, Olivier Roy, Régis Debray, Hélène Thiollet, Michel Foucher, Hosham Dawod, Michel Onfray, Dounia Bouzar, Laurent Greilsamer, Raphaël Liogier, Dominique Schnapper, Henry Laurens, Jean-Christophe Rufin, Gilles Kepel, Leïla Slimani, Gérard Chaliand, Olivier Weber, Jean-Pierre Filiu, Robert Solé, éditions Philippe Rey.
- 2015 : J’ai vu la fin des paysans
- 2016 : Trois jours avec Norman Jail
- 2017 : Pourquoi Trump
- 2017 : Macron par Macron
- 2018 : Dix-sept Ans[59],[60],[61]
- 2019 : Romain Gary, le visionnaire, avec Olivier Weber, Mireille Sacotte, François-Henri Désérable et Julien Bisson.
- 2020 : Le temps suspendu, avec Nicolas Vial, Éditions Gallimard.
- 2021 : Marina A, Gallimard.
- 2021 : Mohican, Gallimard.
- 2023 : Mon enfant, ma sœur, Gallimard.
- 2024 :  Dictionnaire amoureux du vélo, Plon  (ISBN 2259310249).
- Des gens sensibles, Gallimard.